# Зірчаста черепаха зубчата
Зірчаста черепаха зубчата (Psammobates oculiferus) — вид черепах з роду Африканські зірчасті черепахи родини Суходільні черепахи. Інша назва «великоока зірчаста черепаха».

## Опис
Загальна довжина карапаксу досягає 13,3 см. Голова середнього розміру. Карапакс округлий, масивний. Крайові щитки карапаксу сильно зазубрені (найбільші серед представників свого роду). Щиток за потилицею розширено у задній частині. Хребетні та реберні щитки опуклі, але не конічної форми. Пластрон має зубці як спереду, так і ззаду. На стегнах є по одній або більше шпор.
Голова, шия та кінцівки бежево-жовтуватого забарвлення. Карапакс чорного кольору з жовтими променями. Місце, звідки виходять промені, утворює своєрідну велику яскраву пляму або коло, яке нагадує велике око. Звідси походить інша назва цієї черепахи. Пластрон забарвлено на кшталт карапаксу.

## Спосіб життя
Полюбляє піщані пустелі або чагарникові савани. Харчується пагонами, квітами рослин, дикорослими травами, своїм та чужим кал. Необхідність цього в неволі не доведена.
Самиця відкладає 1 яйце розміром 40×30 мм. Інкубаційний період триває 150–180 діб.

## Розповсюдження
Мешкає від Північно-Західної провінції (ПАР) на північний захід через пустелю Калахарі до Ботсвани і північно-східної Намібії.